# Franz Eckert

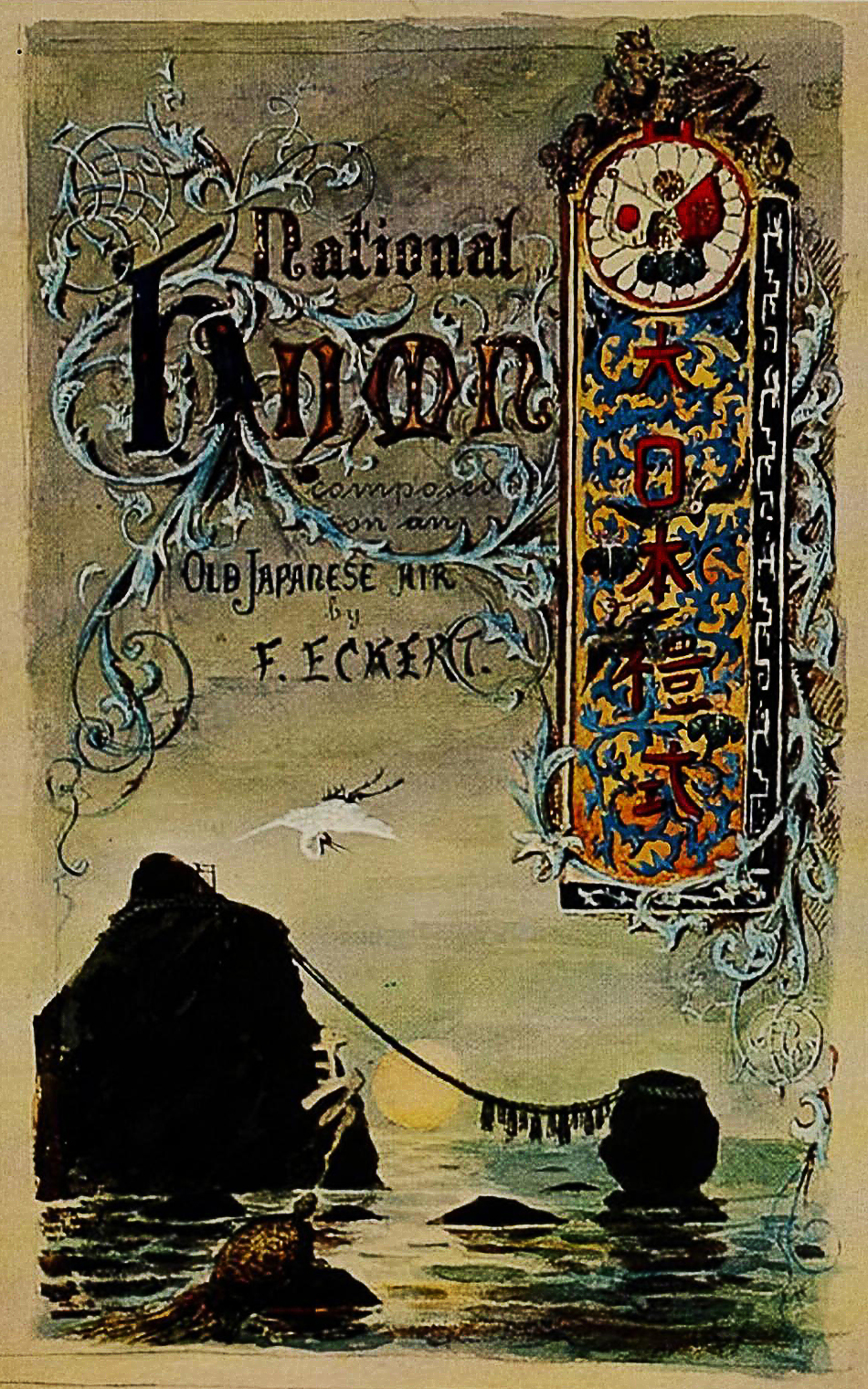
Portada para las notas de Eckert del nuevo himno nacional. Diseñado por Curt Netto en 1880

Franz Eckert (5 de abril de 1852 - 6 de agosto de 1916) fue un compositor y músico alemán que compuso la armonía del himno nacional de Japón, "Kimigayo" y el himno del Imperio coreano, "Aegukga".

## Primeros años y educación
Eckert era originario de Neurode,  Silesia prusiana (ahora Nowa Ruda, Polonia), y el hijo de un funcionario de la corte. Estudió en los conservatorios de Breslau (Wrocław) y el Conservatorio Real de Dresde, y se especializó en música militar en Neiße. Recibió una cita para convertirse en director de banda del marine Kaiserliche en Wilhelmshaven, donde llamó la atención del gobierno japonés en 1879.

## Carrera
Eckert fue invitado al Imperio de Japón como asesor extranjero a instancias de la Armada Imperial Japonesa. Eckert se desempeñó como director de la Banda Naval desde 1879 hasta 1880. En ese momento, la necesidad de un himno era especialmente apremiante en la Armada, ya que los oficiales japoneses se avergonzaban por su incapacidad de cantar su propio himno en ceremonias de banderas en el mar. El himno existente había sido creado por John William Fenton en 1869. Eckert reorganizó el himno existente según el modo gregoriano para la instrumentación occidental, haciendo las modificaciones adecuadas para que pudiera interpretarse en el mar, incluida una disposición vocal de cuatro partes. El nuevo himno nacional se presentó por primera vez en el palacio imperial el día del nacimiento del emperador Meiji, el 3 de noviembre de 1880.
Entre 1883 y 1886 trabajó en el Ministerio de Educación para la Junta de examen de música en el área de la música de viento y cuerda. Sin embargo, su tarea más importante fue la publicación de los libros de canciones para su uso en las escuelas primarias japonesas. En marzo de 1888, Eckert se unió al Departamento de Música Clásica del Ministerio de la Casa Imperial, estableció la banda militar de la Guardia Imperial y fundó la banda militar de la Academia del Ejército Imperial Japonés. Fue activo en la composición de música ceremonial tanto para la corte como para el ejército, al tiempo que introdujo una variedad de instrumentos musicales occidentales y teorías musicales sobre melodía y armonía.
En 1897, fue invitado a componer una canción especial, titulada Kanashimi no kiwami, para el funeral de la emperatriz viuda Eishō (viuda del emperador Kōmei).
Eckert regresó a Alemania en 1899 debido a su mala salud, y obtuvo un puesto en la Filarmónica de Berlín, pero pronto fue nombrado director musical del Kaiser Wilhelm II. Sin embargo, su estancia en Alemania fue corta, y poco después de que su salud mejorara, aceptó una invitación del Imperio Coreano para crear una orquesta de la corte y formar músicos en instrumentos y técnicas musicales europeas.
Eckert llegó a Seúl el 19 de febrero de 1901. Sus deberes en Corea eran similares a los que había ejercido anteriormente en Japón. Pronto tuvo una pequeña orquesta de corte con dos docenas de músicos estables, que posteriormente aumentó hasta 70 miembros. La orquesta actuaba regularmente en la corte, pero tocaba todos los jueves en Pagoda Park para el público en general y para la comunidad de expatriados con sede en Seúl, durante la cual Eckert aprovechó la oportunidad para publicitar sus propias composiciones, así como las de Richard Wagner. Pronto se invitó a Eckert a crear la armonía para el himno nacional de Corea, Daehan jeguk Aegukga, que se estrenó el 9 de septiembre de 1902. El nuevo himno tenía elementos de las obras de Wagner, y se interpretó ante el emperador Gojong, que era él mismo un entusiasta de lo prusiano. Sin embargo, solo unos años más tarde, en 1910, Corea fue anexionada por el Imperio de Japón, y el himno fue prohibido en favor de la creación anterior de Eckert, el Kimigayo.

## Últimos años y muerte
Eckert permaneció en Corea, pero en circunstancias muy precarias debido a la pérdida de sus patrones reales. Su situación se vio complicada por la renovada mala salud y el estallido de la Primera Guerra Mundial y, en 1916, renunció como director de orquesta en favor de su primer flautista, a quien había entrenado como su sucesor. Eckert murió en Seúl de cáncer de estómago a los 65 años. Su tumba se encuentra en Yanghwajin, Hapjeong-dong, Mapo-gu, Seúl. Le sobrevivió su hijo Heinz Eckert.